# Cryptorhopalum uteanum
Cryptorhopalum uteanum är en skalbaggsart som beskrevs av Thomas Casey 1916. Cryptorhopalum uteanum ingår i släktet Cryptorhopalum och familjen ängrar. Inga underarter finns listade i Catalogue of Life.